# Tensiomètre à anneau de du Noüy

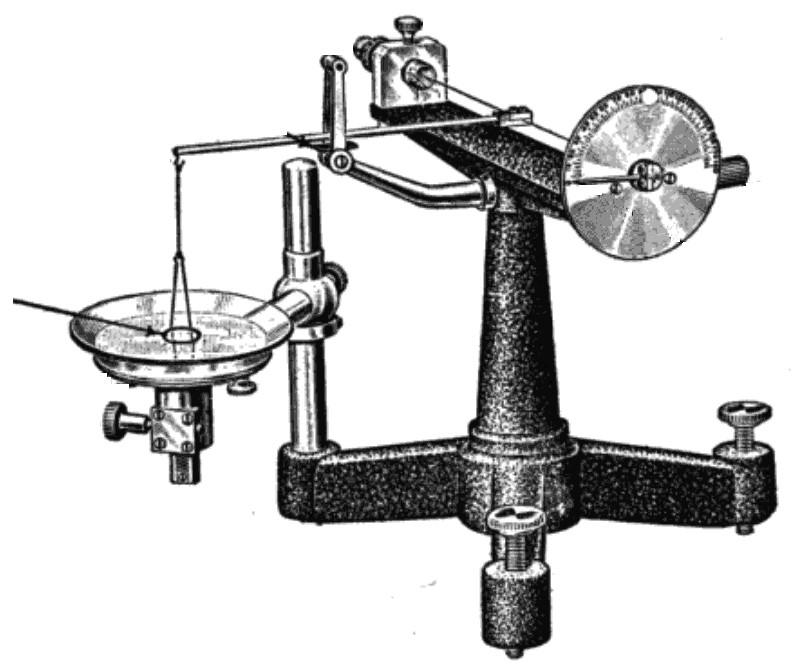
Tensiomètre de du Noüy. La flèche montre l'anneau.

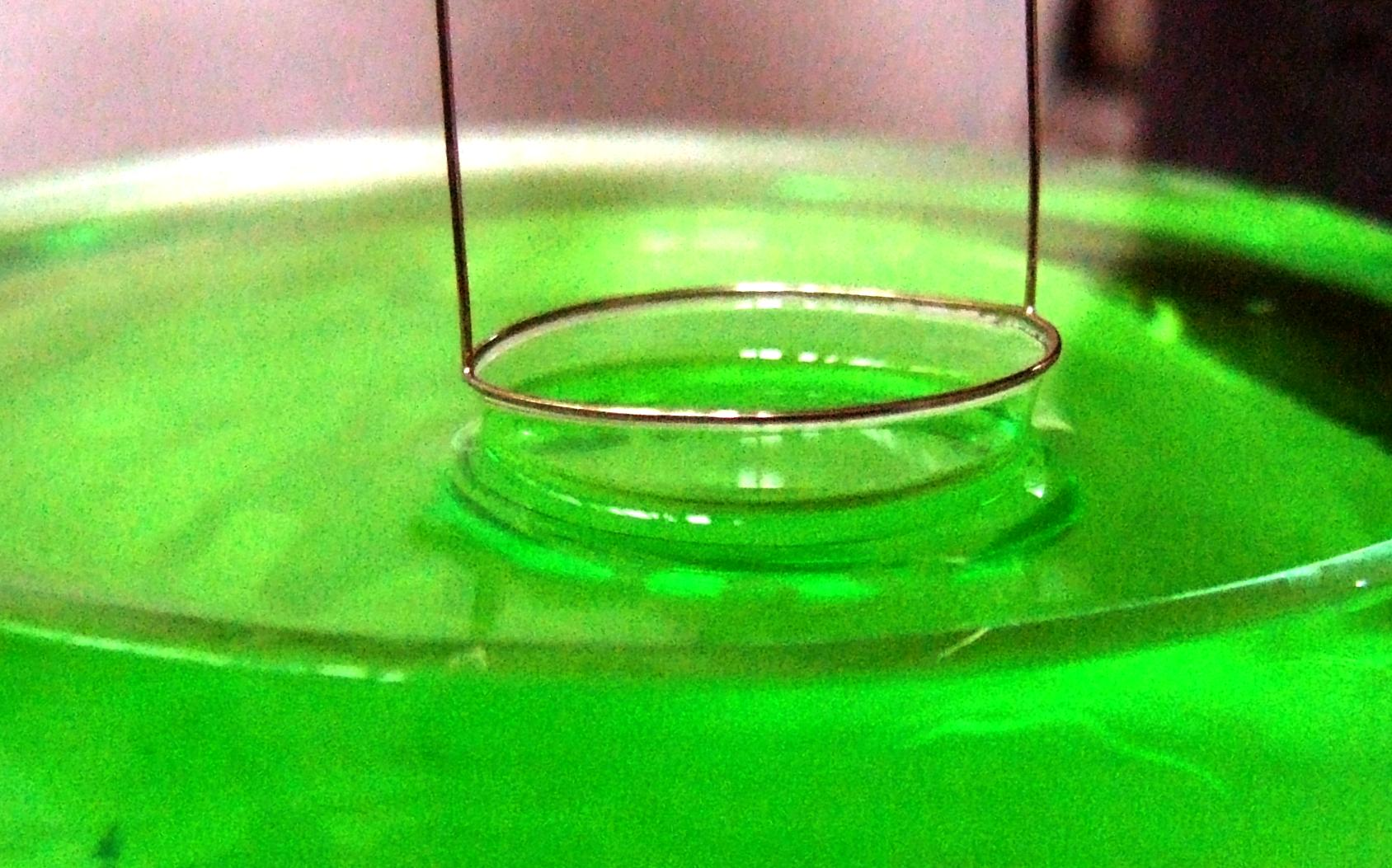
Gros plan de l'anneau en train d'être retiré du liquide.

Le tensiomètre à anneau de du Noüy est un appareil utilisant un anneau qui permet de mesurer la tension superficielle à une interface liquide-air et la tension interfaciale à une interface entre deux liquides non miscibles. Ce tensiomètre a été proposé par le physicien français Pierre Lecomte du Noüy (1883–1947) dans un article publié en 1925.
Les normes NF EN 14210 et NF EN 14370 décrivent cette technique ainsi qu’une technique proche, celle de la plaque de Wilhelmy.

## Utilisation
En plus de la détermination des tensions de surface et d’interface, l’anneau de du Noüy permet de déterminer la concentration micellaire critique des tensioactifs.
L’anneau de du Noüy est surtout utilisé pour les huiles pour transformateur, les solutions de tensioactifs et les produits de nettoyage.

## Mode opératoire
Un anneau généralement en platine propre est placé sous la surface du liquide à étudier. L’anneau est retiré vers le haut jusqu'à ce qu'il traverse la surface du liquide.
La force, {\displaystyle F}, nécessaire pour retirer l’anneau de la surface du liquide est mesurée et liée à la tension de surface de ce dernier {\displaystyle \gamma }:
{\displaystyle F=2\pi \cdot (r_{i}+r_{a})\cdot \gamma }
Avec {\displaystyle r_{i}}, rayon intérieur de l’anneau et {\displaystyle r_{a}}, rayon extérieur de l’anneau.